# Cribrinopsis crassa
Espèce
Anémone charnue
L’anémone charnue (Cribrinopsis crassa) est une anémone de mer endémique de la mer Méditerranée.